# Bromma brandstation

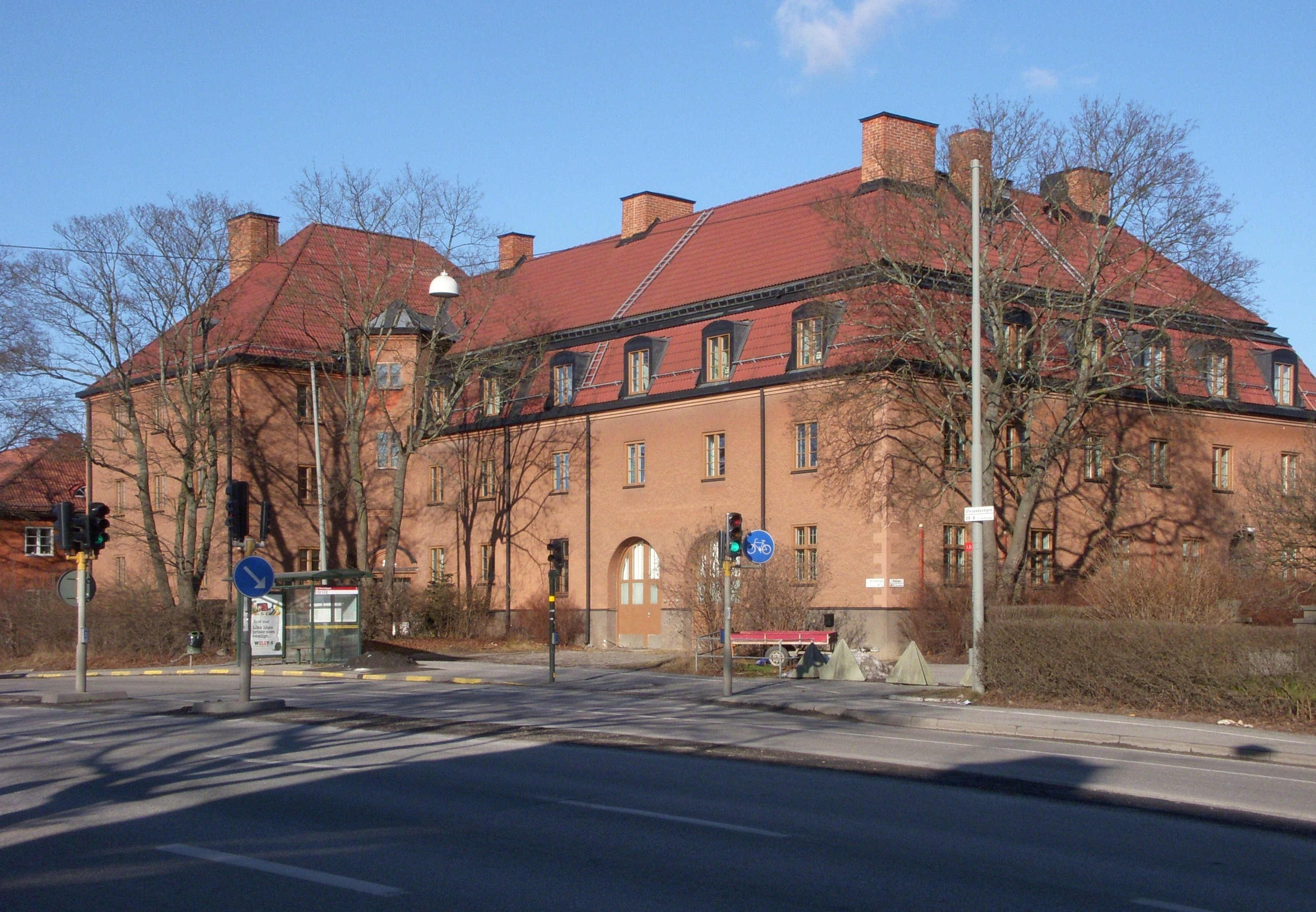
F.d. Ulvsunda brand- och polisstation.

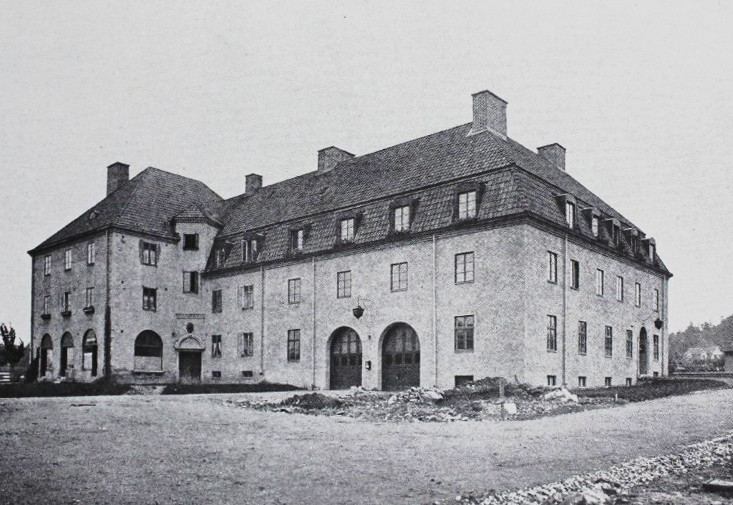
Brand- och polisstationen 1919.

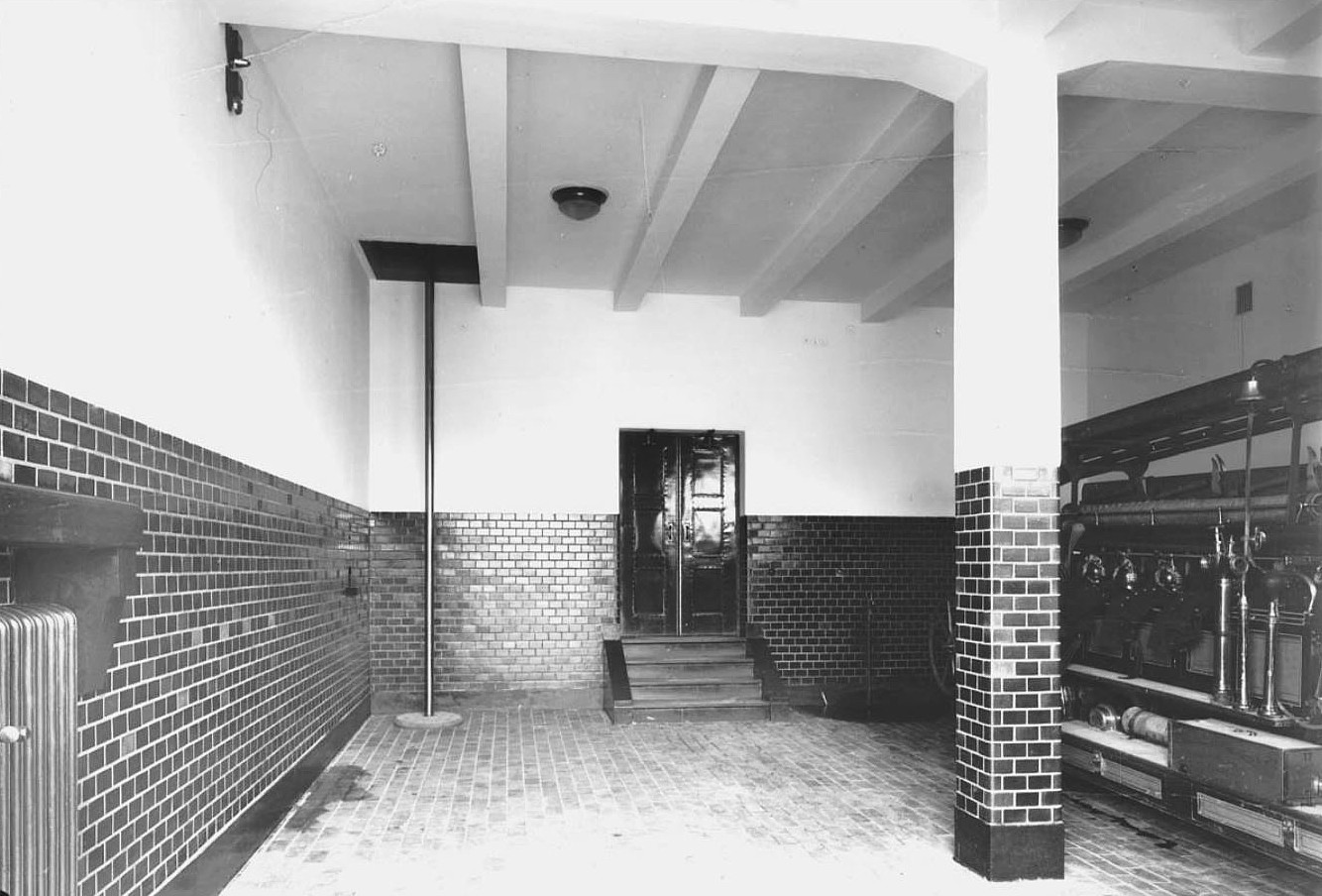
Vagnhallen och glidstången.

Bromma brandstation (även kallad Ulvsunda brandstation) var en brandstation för Stockholms brandförsvar belägen vid Ulvsundavägen i stadsdelen Ulvsunda i Västerort, Stockholms kommun. Stationen togs i bruk 1919 och lades ner 1976. I byggnaden inrymdes även en polisstation. Idag ägs huset av bostadsrättsföreningen "Gamla Brandstationen".

## Bakgrund
På platsen för "Kungsholms villastad" mellan Lillsjönäsvägen och Ulvsundavägen planerades 1912 Ulvsunda trädgårdsstad (dagens Ulvsunda), ansvarig för planen var stadsingenjören August Emanuel Påhlman. Stadsplanen fastställdes 1914 och staden började avstycka småhustomter med tomträtt. För att göra den nya trädgårdsstaden mera attraktiv påbörjade staden redan 1912 en del byggnadsprojekt av offentlig karaktär i egen regi, bland dem Lillsjöstationen som stod färdig 1913. Området är en del av Bromma där det fanns många nya industrier och nyuppförda bostäder. Närmaste brandstation var gamla Kungsholmens brandstation som vid den tiden låg långt österut vid Fleminggatan 24.

## Stationen
År 1914 byggdes en polisstation intill Ulvsundavägen och 1917 beslöts att polishuset skulle byggas till med en brandstation som kunde betjäna Bromma. Den 15 april 1919 invigdes den nya stationen med adress Ulvsundavägen 32-34.  I norra husdelen inhystes polisens lokaler medan den södra disponerades av brandförsvaret. Mot Ulvsundavägen anordnades två in-/utkörsportar. Stationen bemannades till en början med två brandförmän och tretton brandmän. Till utrustningen hörde även en automobilspruta. Över vagnhallen låg logementen och därifrån ledde en glidstång rakt ner. I huset fanns också affärslokaler och bostäder.
År 1976 beslöts att lägga ner stationen och sedan dess ingår Bromma i vaktdistriktet för Kungsholmens brandstation som sedan 1931, är belägen vid Kronobergsgatan 2. I byggnaden finns numera bostadsrättsföreningen "Gamla Brandstationen" som  år 2000 förvärvade fastigheten från Stockholms kommun.